# Argentinsk peso
Argentinsk peso (Arg$ - Nuevo peso argentino eller peso convertible) är den valuta som används i Argentina i Sydamerika. Valutakoden är ARS. 1 peso = 100 centavos.
Valutan infördes 1992 som en ersättning för den tidigare Argentinsk austral. Australen hade i sin tur införts 1985 som en ersättning för den Peso Argentino den gällde åren 1983–1985. Vid det senaste bytet var omvandlingen 1 ARS = 10 000 austral, och valutan hade därefter en fast växelkurs mot amerikansk dollar fram till 2002..

## Användning
Valutan ges ut av Banco Central de la República Argentina – BCRA som grundades den 28 maj 1935 och har huvudkontoret i Buenos Aires.

## Valörer
- mynt: 1, 2 och 5 peso
- underenhet: 5, 10, 25 och 50 centavos
- sedlar: 2, 5, 10, 20, 50, 100, 200 och 500 ARS